# ドラマチック競馬 (北海道文化放送)
ドラマチック競馬（ドラマチックけいば）は、北海道文化放送（UHB）が函館・札幌競馬の開催期間中に限り、通常ネット放送していた『みんなのKEIBA』を差し替えて放送した中央競馬中継番組の題名である。1995年に放送開始し、2014年に終了した。
一部媒体では、『ドラマチックケイバ』と表記されていた。

## 概要
日曜日にJRA函館・札幌競馬で開催されるメイン競走のほか、同日に開催される道外のJRA競馬場で行われるメイン競走なども中継。
フジテレビ系の長時間特別番組『FNS27時間テレビ』の放送日と重なった場合は放送が休止となる。2014年は『FNS27時間テレビ』内で札幌競馬のメイン競走（エルムステークス）を中継したほか、BS11（BSイレブン競馬中継）・BSフジでも放送。有料放送のグリーンチャンネルでも、この日は一部を除き中央競馬中継を無料放送に変更した。
通常の放送時間は15:00 - 16:00だが、14:30 - 16:00に拡大することもあった。

### 各年度別の編成
- 2011年…6月19日 - 10月2日[14]
- 2012年…6月10日 - 9月2日[15]
- 2013年…6月16日 - 9月1日[16]
- 2014年…6月15日 - 9月7日[10]。

## 出演者

### 2014年当時の出演者
司会
- 今井りか（モデル。2010年から2014年9月7日の最終回まで、延べ5年担当[17]）[1]
- 加藤寛（UHBアナウンサー）[1]

解説
- 津田照之（競馬エイト）[1]
- 橋本篤史（競馬ブック）[1]

実況・リポートなど
- 吉田雅英（UHBアナウンサー）[1][注 5]

### 過去の出演者
司会
- 吉田雅英
- 秋谷まさみ

解説
- 小原靖博（競馬ブック）[19]
- 平林雅芳（ホースニュース）

パドック解説
- 井尻恵三（競馬ブック）[19]

実況
- 宇野章午
- 吉田雅英[注 6]
- 近田誉[注 7]
- 加藤寛[注 8]
  - なお、当時の実況アナウンサーは、年数回のみではあるが、東海テレビや関西テレビの競馬中継の実況アナウンサーが出演困難になった場合に、助っ人で派遣してその番組で実況することもあった。

担当不詳
- 竹中美彩（UHBアナウンサー）[注 9]
- 鈴木亜希子（UHBアナウンサー）[注 10]

## テーマ曲
- オープニングテーマ曲:「新しい季節へキミと」エレファントカシマシ（2011年当時[25]）

## PIC3クイズ
2014年は、当日開催される各競馬場のメイン競走の1着馬をすべて的中させる視聴者参加のクイズコーナー「PIC3クイズ」を実施。

## 備考
オーテックが技術協力を行っていた。
2009年当時のタイトルロゴは、トップ・クリエーションが制作した。
画家の飛渡さゆりがスタジオセットのイラスト制作にかかわったことがあった。